# Augustynolophus

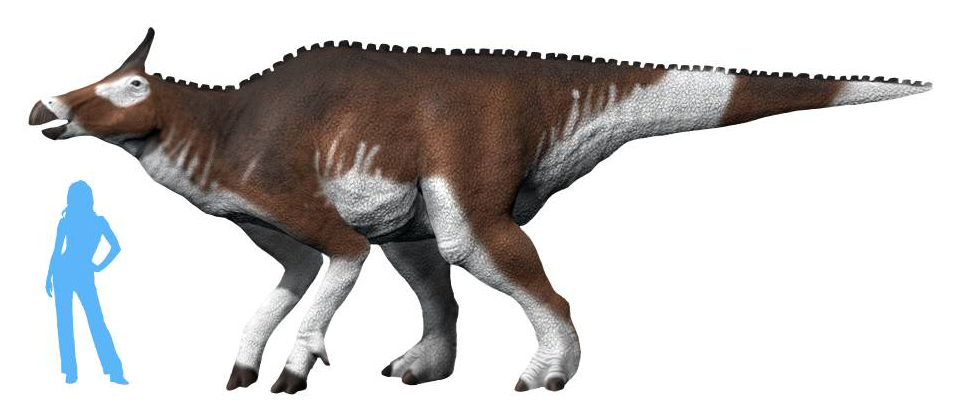
Augustynolophus morrisi

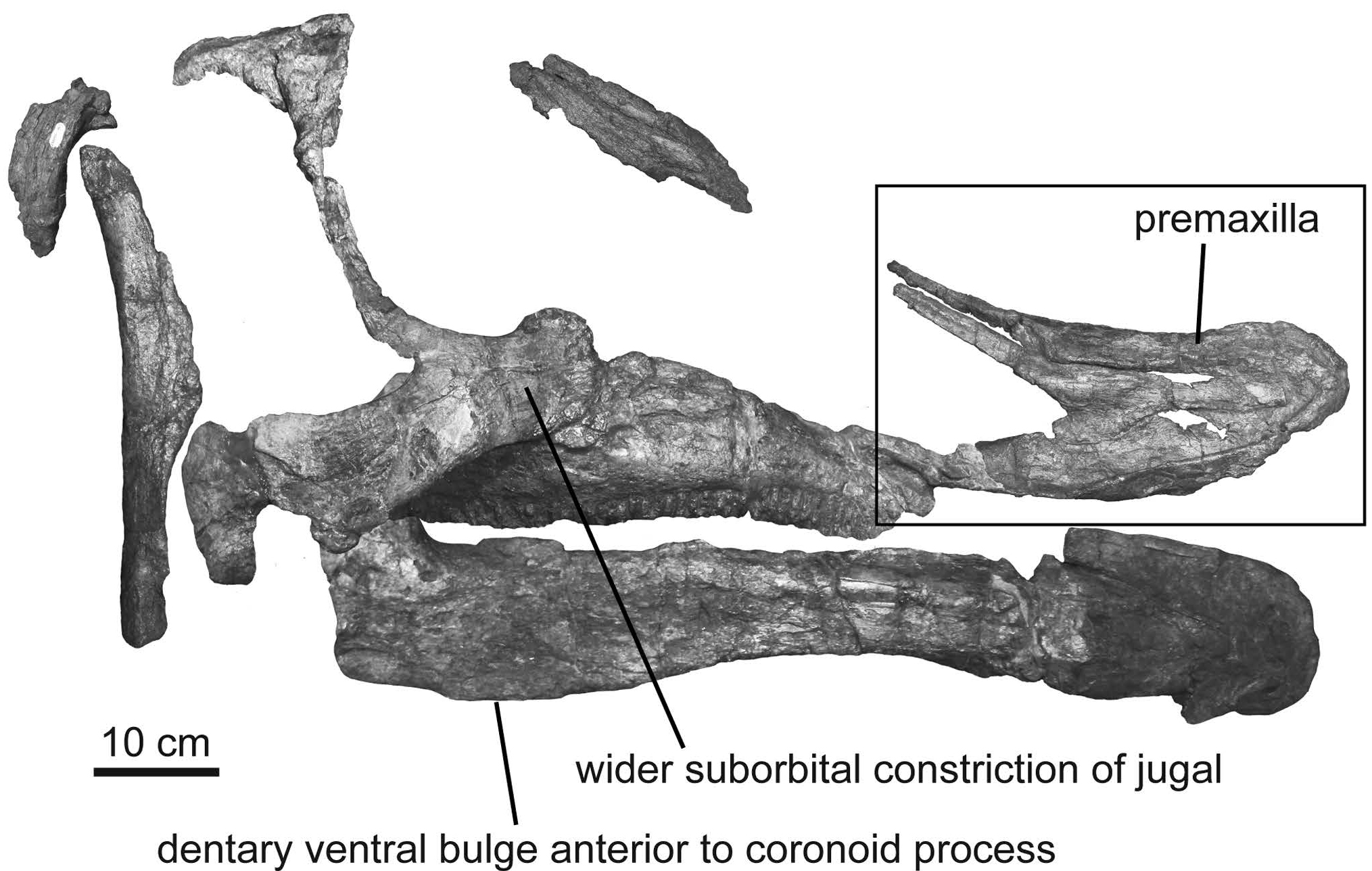
De schedel plus een onderkaak van het holotype van Augustynolophus

Augustynolophus morrisi is een plantenetende ornithischische dinosauriër, behorend tot de Euornithopoda, die tijdens het late Krijt leefde in het gebied van het huidige Noord-Amerika.

## Vondst en naamgeving
In de jaren dertig en veertig groef Chester Stock resten op van Hadrosauridae in de Panoche-Tumey Hills, Fresno County, Californië. In 1973 werden die nader beschreven door William Morris als een cf. Saurolophus sp., dus een vorm die vergelijkbaar is met een mogelijke soort van Saurolophus. In 2010 beschreven Phil Bell en David Evans echter specimen LACM/CIT 2852 en concludeerden dat de vorm nauwer verwant was aan Edmontosaurus. In 2013 daarentegen benoemden en beschreven Albert Prieto-Márquez, en Jonathan Wagner twee skeletten, waaronder LACM/CIT 2852, als een nieuwe soort van Saurolophus: Saurlophus morrisi. De soortaanduiding eert Morris.
In 2014 benoemden Prieto-Márquez, Wagner, Phil Bell en Luis Maria Chiappe, na preparatie van een toegewezen schedeldak, de soort als een apart geslacht Augustynolophus. De geslachtsnaam verwijst naar de familie Augustyn die het Californische paleontologisch onderzoek vele jaren ruimhartig financieel heeft ondersteund en naar de kenmerkende schedelkam, λόφος, "lophos", in het Oudgrieks.
Het holotype, LACM/CIT 2852, is in 1943 gevonden in de Morenoformatie die dateert uit het late Maastrichtien, ongeveer zesenzestig miljoen jaar oud. Het bestaat uit een gedeeltelijk skelet met schedel. Daarnaast is specimen LACM/CIT 2760 toegewezen, een gedeeltelijk skelet met schedel, behorend aan een individu dat ongeveer 30% kleiner is dan het holotype. Het werd gevonden in 1939 en betreft wellicht een jong dier. Al het fossiel materiaal is van slechte kwaliteit, sterk verweerd en vervormd. Desalniettemin werd Augustynolophus in september 2017 aangewezen als de officiële staatsdinosauriër van Californië.

## Beschrijving
Het holotype heeft een lichaamslengte van ongeveer acht meter. Augustynolophus heeft een massieve kam op de kop, een achterste uitloper van de neusbeenderen die boven het schedeldak uitsteekt als een langgerekte driehoekige plaat.
De beschrijvers gaven in 2014 enkele unieke afgeleide eigenschappen, autapomorfieën, aan. Het voorhoofdsbeen heeft een naar achteren hellend uitsteeksel met een halvemaanvormige basis. Dit uitsteeksel reikt verder naar achteren dan de welving van het voorhoofdsbeen. De kam gevormd door de neusbeenderen heeft een knopvormig uiteinde dat naar voren uitsteekt. De verdieping rond het neusgat is maar licht ingekorven en staat slechts zwak af van de achterste buitenrand van het neusbeen; zij beslaat twee derden van het achterste zijvlak van de kam. De achterkant van het uiteinde van de kam is min of meer rechthoekig.

## Fylogenie
Augustynolophus werd in 2014 in een klade Saurolophini geplaatst, samen met Prosaurolophus en Saurolophus. Het is de tweede hadrosauride die uit het late Maastrichtien van Noord-Amerika bekend is en duidt erop dat daar tot het eind van het Krijt regionale faunae bleven bestaan.